# Lia Viegas
Lia Viegas (Faro, 5 de abril de  1931 – Faro, 27 de dezembro de 2016) foi uma advogada feminista e antifascista portuguesa. Pioneira no apoio e defesa jurídica das mulheres, fez parte do grupo de fundadoras do Movimento de Libertação das Mulheres. Defendeu a jornalista Maria Antónia Palla, quando esta foi alvo de um processo-crime, por ter realizado a reportagem  Aborto não É Crime, transmitida pela RTP em 1976.

## Biografia
Marília Viegas, conhecida pelo diminutivo Lia, nasceu no dia 5 de Abril de 1931 em Faro, onde veio a morrer em 2016, no dia 27 de Dezembro. 
Licenciou-se em Direito na Universidade Clássica de Lisboa. Enquanto advogada defendeu, a título pro-bono, várias mulheres que viram os seus direitos ameaçados, durante após o Estado Novo. Anti-fascista foi uma das poucas advogadas, a defender vários presos políticos nos Tribunais Plenários, durante a ditadura. 
Após a revolução do 25 de Abril, assume um papel de destaque na defesa da despenalização do aborto em Portugal, que apesar de ilegal continuava a ser efectuado de forma clandestina, o que em muitos casos era a causa de graves problemas de saúde e de morte de muitas mulheres.  Lia Viegas defendia que o facto deste ser ilegal desde 1886, não impedia que fosse prática comum, logo a lei devia ser alterada. 
Defendeu a jornalista Maria Antónia Palla quando esta foi alvo de um processo-crime, por ter realizado a reportagem, Aborto não É Crime, transmitida pela RTP em 1976, no âmbito do programa Nome de Mulher.  A jornalista que fora acusada de incitar ao crime e de ofensa ao pudor, acabaria por ser absolvida em 1979. 
Fez parte do grupo de fundadoras do Movimento de Libertação das Mulheres e integrou o Movimento Democrático de Mulheres, tendo sido eleita para o conselho nacional em 1977, 1980 e 1984.  A UMAR - União das Mulheres Alternativa e Resposta foi outra das organizações não governamentais de que fez parte. 
Paralelamente à sua actividade profissional e activista, escreveu vários livros de poesia e colaborou com vários periódicos, entre os quais se destacam a revista Mulheres, o suplemento Artes e Letras do jornal Diário de Lisboa e a revista Mulheres Magazine. 

## Reconhecimento e prémios
Em 1954, viu o seu trabalho ser incluído na Antologia Prémio Almeida Garrett, promovida pelo Ateneu Comercial do Porto. 
Na homenagem que a Ordem dos Advogados e o Movimento Cívico Não Apaguem a Memória, fizeram na Assembleia da República portuguesa, em 2014, aos advogados que durante a ditadura defenderam os presos políticos, Lia Viegas foi uma das pessoas homenageadas. 

## Ligações Externas
- Arquivo RTP | NOTICIÁRIO NACIONAL DE 1979: reportagem sobre o julgamento da jornalista Maria Antónia Palla (1979)
- Arquivo RTP | Lia Viegas é entrevistada no programa da série Nome de Mulher, dedicado ao Direito de Família (1975)